# Zwaluwziek
Zwaluwziek is een boek van Anthony Mertens. De titel is bedacht door de schrijver. Collega-schrijver en goede vriend J. Bernlef deed op 12 november 2008 een oproep aan het Nederlandse publiek om een definitie voor het woord te bedenken. 

## Het boek
Schrijver Anthony Mertens heeft het boek 'Zwaluwziek, leven na een herseninfarct' geschreven. In dit autobiografische boek vertelt hij over het proces dat hij door heeft gemaakt nadat hij vijf jaar geleden werd getroffen door een herseninfarct. Bernlef stimuleerde Mertens tot het schrijven van het boek door middel van het laten lezen van zijn boek 'Hersenschimmen'.

### Inhoud
Anthony Mertens werd in 2004 getroffen door een herseninfarct en raakte daarmee aan de rechterkant van zijn lichaam volledig verlamd. Hij kon niet meer praten, kwam in een rolstoel terecht en vanaf dat moment begon een langdurig proces van revalidatie. Na decennialang spreken en schrijven over literatuur (hij was redacteur bij uitgeverij Querido), waren zijn verstand en geheugen de belangrijkste wapens in de strijd.
Zwaluwziek beschrijft dit proces nauwkeurig, maar op lichtvoetige toon. Het boek is ontroerend door Mertens’ scherpe observaties en de herinneringen aan zijn vroegere leven, maar allerminst bitter, want aan het eind van het proces wordt de balans van zijn leven opgemaakt.